# Урыль
Урыль (каз. Өрел) — село в Катон-Карагайском районе Восточно-Казахстанской области Казахстана. Административный центр Урыльского сельского округа. Код КАТО — 635457100.

## Географическое положение
Расположено на левом берегу реки Бухтарма в её верховьях. Через село проходит автомобильная трасса Улькен Нарын — Рахмановские Ключи. На противоположном берегу реки — село Жамбыл.

## Население
В 1999 году население села составляло 2008 человек (1067 мужчин и 941 женщина). По данным переписи 2009 года, в селе проживали 1334 человека (696 мужчин и 638 женщин).